# Middle East Television
Middle East Television (METV) (en català: "Televisió d'Orient Mitjà") és un canal de televisió per satèl·lit cristià evangèlic, situat a Limassol, Xipre. La programació de METV inclou alguns programes cristians, a més de programes no religiosos d'entreteniment com: el xou de Red Green, el xou de Mary Tyler Moore, sèries de televisió, i els partits de futbol americà de la NFL (National Football League).

## Història

### Antiga emissora al Líban
El 10 d'abril de 1982, una estació de televisió d'inspiració cristiana situada al Sud del Líban, Esperança TV, va ser donada a la CBN (Christian Broadcasting Network), i va esdevenir la METV.

### Satèl·lit de comunicacions
El 5 de juny de 1997 el canal METV va començar l'emissió de la seva programació durant les 24 hores del dia, mitjançant un satèl·lit de comunicacions anomenat Amos-2. Aquest llançament va fer possible un augment de l'audiència estimada entre uns 11 i uns 70 milions d'espectadors potencials, els quals poden ara rebre el senyal televisiu, que actualment arriba fins a la regió d'Orient Mitjà.

### Nova emissora a Xipre
Després de la decisió de l'Estat d'Israel de retirar-se del Sud del Líban, Orient Mitjà Televisió (METV) va iniciar la cerca d'un nou centre d'emissió al maig de 1999. El 2 de maig de l'any 2000, Orient Mitjà Televisió (METV) va acabar la construcció de la seva nova estació de televisió, i va començar a emetre en format digital des de la nació de Xipre.

### Venda de l'emissora
METV va ser venuda a l'empresa Family Broadcasting Corporation, un canal evangèlic, al mes de juliol de l'any 2001. El logotip de METV, abans de la compra per part de Family Broadcasting Corporation, anteriorment anomenada LeSEA televisió, eren tres cedres del Líban. El Cedre del Líban, és un arbre que apareix representat a la Bandera del Líban. En Setembre de 2016, el canal va ser venut de nou a l'empresa Messianic Vision Incorporated.